# Liste der Wasserschutzgebiete im Enzkreis
In der Liste der Wasserschutzgebiete im Enzkreis sind Wasserschutzgebiete (WSG) im Enzkreis in Baden-Württemberg aufgeführt. Sie ist nach den offiziellen WSG-Nummern sortiert. In den Wasserschutzgebieten gelten für die Gewässer (Grundwasser, oberirdische Gewässer) besondere Ge- und Verbote, um das Wasser vor Verunreinigungen zu schützen. Die für die Wasserschutzgebiete zuständige Dienststelle ist das Landratsamt des Enzkreises.
Diese Liste ist Teil der übergeordneten Liste der Wasserschutzgebiete in Baden-Württemberg und erhebt keinen Anspruch auf Vollständigkeit.

## Geschichte
Der Enzkreis macht jährlich Angaben zur Entwicklung der Nitratkonzentrationen in den einzelnen Wasserschutzgebieten und erlässt für das folgende Jahr entweder Auflagen für Landwirte oder lockert bisherige Bewirtschaftungsauflagen auf der Grundlage der seit 1988 geltenden Schutzgebiets- und Ausgleichsverordnung (SchALVO) des Landes Baden-Württemberg. Diese Verordnung wurde zum 1. März 2001 novelliert. Neben der Einhaltung bestimmter Nitrat-Boden-Werte, die jährlich vom 15. Oktober bis 15. November gemessen werden, ist im Rahmen der SchALVO unter anderem vorgeschrieben, dass in den Wasserschutzgebieten Düngung und Pflanzenschutzmaßnahmen nach guter fachlicher Praxis erfolgen müssen, um das Grundwasser vor Beeinträchtigung durch Stoffeinträge aus der Landbewirtschaftung zu schützen.

## Wasserschutzgebiete im Enzkreis
Grundlage: Daten aus dem Umweltinformationssystem (UIS) der LUBW Landesanstalt für Umwelt Baden-Württemberg

| WSG-Nr. | WSG-Name                           | Hauptgemeinde       | Lage | Fläche (Hektar) | Datum (Rechtsverordnung) | Bild |
| ------- | ---------------------------------- | ------------------- | ---- | --------------- | ------------------------ | ---- |
| 236002  | WSG SBR Weissacher Tal             | Knittlingen         | ⊙    | 25,53           | 1975-01-30               |      |
| 236006  | WSG TB Bärenteich                  | Knittlingen         | ⊙    | 84,95           | 1983-02-04               |      |
| 236007  | WSG TB Schmietränksee              | Maulbronn           | ⊙    | 70,77           | 1970-02-13               |      |
| 236008  | WSG TB Unter dem Ackerrain         | Illingen            | ⊙    | 60,95           | 1967-05-06               |      |
| 236010  | WSG Weiherbrunnenquelle            | Neulingen           | ⊙    | 19,95           | 1981-10-01               |      |
| 236011  | WSG TB I+II Lückenbronn            | Ölbronn-Dürrn       | ⊙    | 129,36          | 1982-05-05               |      |
| 236012  | WSG TB Weiberhäule                 | Maulbronn           | ⊙    | 94,37           | 1966-06-27               |      |
| 236014  | WSG Quellen Breitwiesen            | Remchingen          | ⊙    | 77,20           | 1969-12-01               |      |
| 236024  | WSG Grösseltalquellen              | Engelsbrand         | ⊙    | 646,69          | 1972-02-10               |      |
| 236027  | WSG Fassungen Würmtal              | Neuhausen           | ⊙    | 308,40          | 1966-01-18               |      |
| 236028  | WSG Hummelsquelle / Neue Quelle    | Tiefenbronn         | ⊙    | 147,57          | 1987-09-03               |      |
| 236029  | WSG Fassung am See                 | Heimsheim           | ⊙    | 57,84           | 1967-09-07               |      |
| 236030  | WSG Klotzbrunnenquellen            | Knittlingen         | ⊙    | 47,52           | 1984-05-22               |      |
| 236033  | WSG TB Eichbrunnen                 | Friolzheim          | ⊙    | 528,45          | 1995-08-08               |      |
| 236106  | WSG Holzbachtal                    | Straubenhardt       | ⊙    | 896,18          | 1996-11-08               |      |
| 236113  | WSG TB Brühl- / Pfahlwiesen        | Illingen            | ⊙    | 1943,38         | 2021-11-15               |      |
| 236115  | WSG TB III-V                       | Mühlacker           | ⊙    | 1405,91         | 2022-12-20               |      |
| 236120  | WSG TB II+III Im Täle              | Wiernsheim          | ⊙    | 266,36          | 1995-04-05               |      |
| 236121  | WSG Quelle und TB Angerstal        | Wurmberg            | ⊙    | 206,22          | 1997-10-06               |      |
| 236123  | WSG Quelle + TB Lerchenhof         | Friolzheim          | ⊙    | 485,49          | 1994-09-15               |      |
| 236125  | WSG Beutbachquelle                 | Engelsbrand         | ⊙    | 183,36          | 1994-01-01               |      |
| 236201  | WSG Stegerseequellen               | Knittlingen         | ⊙    | 166,66          | 1994-12-08               |      |
| 236208  | WSG Galgenbrunnenquelle            | Königsbach-Stein    | ⊙    | 512,29          | 1998-10-08               |      |
| 236210  | WSG Gennenbachquelle               | Eisingen            | ⊙    | 1122,03         | 1994-02-28               |      |
| 236212  | WSG Röschwiesenquelle              | Kämpfelbach         | ⊙    | 129,97          | 1994-03-07               |      |
| 236213  | WSG Pfinztal                       | Keltern             | ⊙    | 10206,67        | 2001-04-17               |      |
| 236215  | WSG TB I+II                        | Kämpfelbach         | ⊙    | 355,94          | 1996-11-22               |      |
| 236217  | WSG Kirnbachtal und Eichwiesen     | Niefern-Öschelbronn | ⊙    | 1602,59         | 2002-11-25               |      |
| 236219  | WSG TB Erhardsberg                 | Wiernsheim          | ⊙    | 623,87          | 1995-04-04               |      |
| 236222  | WSG Quellen Gräfenhausen           | Birkenfeld          | ⊙    | 251,14          | 2002-01-22               |      |
| 236224  | WSG Tröstbachquelle / Stadtbrunnen | Neuenbürg           | ⊙    | 326,82          | 1993-12-20               |      |